# Dunama angulinea
Dunama angulinea är en fjärilsart som beskrevs av William Schaus 1912. Dunama angulinea ingår i släktet Dunama och familjen tandspinnare. Inga underarter finns listade i Catalogue of Life.